# Dawit Mebratu
Dawit Mebratu est un footballeur éthiopien, né le 13 juin 1984 et évoluant à Saint-George SA.
Il évolue habituellement comme milieu de terrain.

## Carrière
Dawit Mebratu joue successivement dans les équipes suivantes : Saint George SC et Équipe d'Éthiopie de football.